# Mariana Dănescu
Mariana Dănescu (n. 28 mai 1968) este o actriță română, cunoscută din serialul La bloc difuzat pe Pro TV.
Copii:
- Mihai Dănescu (n. 2004) – 21 de ani
- Ioana Dănescu (n. 2007) – 18 ani

## Filmografie
- Extemporal la dirigenție (1988)
- Poveste imorală (2000)
- La bloc (2002) - Lili Jurcă/Oxford
- Cu dragostea nu-i de glumit (2009)
- Poker (2010) - femeia de serviciu
- La bloc: după 10 ani (2013) - Lili Jurcă
- Dincolo de calea ferată (2016) - nașa

## Teatru
Surse: 
- 2003 - Oase pentru Otto de Lia Bugnar, regia Lia Bugnar Teatrul LUNI de la Green Hours, București
- 2007 -  Poate Eleonora de Gellu Naum, regia Alexandru Tocilescu, Teatrul Metropolis, București
- 2009 -  Doctori femei și alte întâmplări după Georges Feydeau, regia Emanuel Pârvu, Teatrul Metropolis, București
- 2011 -  Nevestele vesele din Windsor de William Shakespeare, regia Alexandru Tocilescu, Teatrul Metropolis, București
- 2012 - Prizonierul din Manhatan de Neil Simon, regia Iarina Demian, ARCUB, București
- 2013 - Țarul Ivan își schimbă meseria de Mihail Bulgakov, regia Gelu Colceag, Teatrul Metropolis, București
- 2013 - Roman Teatral după Ronald Harwood, regia Vitalie LupaȘcu, Teatru TV - TVR
- 2014 - Coada (Line) după Israel Horovitz, regia Iarina Demian, Teatrul Bulandra, București
- 2014 - Peretele de Lia Bugnar, regia Lia Bugnar, Teatrul Metropolis, București